# Score (álbum de Hiroshi Kitadani)
Score é a primeira coletânea de Hiroshi Kitadani. Foi lançado em 27 de agosto de 2014 pela Lantis e possui 17 faixas.

## Produção
O álbum foi feito para comemorar 20 anos de carreira do cantor. Além de 15 músicas de sua carreira, inclui duas faixas inéditas compostas pelo próprio Kitadani: "Sing my soul" e "What a score! ~Joudeki na Jinsei no Susume~". Um DVD com o videoclipe de "Sing my soul" foi incluso na caixa.
Dois shows especiais chamados “HIROSHI KITADANI 20th Anniversary Live “SCORE” ~Sing my soul~” foram realizados em Osaka e Tóquio para comemorar os 20 anos e promover a coletânea.

## Recepção
Sobre o álbum, o CD Journal disse que "o álbum é imperdível para fãs que desfrutam de poderosas vozes de canto".
O álbum chegou à 171ª posição no Oricon Albums Chart.

## Faixas
| N.º            | Título                                        | Letras            | Música                                          | Usada em:                          | Duração |  |
| 1.             | "We Are!"                                     | Shoko Fujibayashi | Kohei Tanaka e Takayuki Negishi                 | One Piece                          | 4:01    |  |
| 2.             | "Madan Senki Ryukendo"                        | Takeshi Isozaki   | T. Isozaki e Masaki Iehara                      | Ryukendo                           | 4:09    |  |
| 3.             | "Revolution"                                  | Yuko Ebine        | Mikio Sakai                                     | Kamen Rider Ryuki                  | 4:19    |  |
| 4.             | "Kakusei ~Brave mind~"                        | Aki Hata          | Yohgo Kohno                                     | Muv-Luv Alternative                | 3:54    |  |
| 5.             | "DEEP RED"                                    | Masami Okui       | Hironobu Kageyama e Y. Kohno                    | Shin Getter Robo                   | 4:25    |  |
| 6.             | "Bakuatsu! Gaist Crusher"                     | S. Fujibayashi    | K. Tanaka                                       | Gaist Crusher                      | 3:44    |  |
| 7.             | "Sei Naru Kemono-tachi"                       | Karie Kuresu      | H. Kageyama e Kenichi Sudo                      | Saint Beast                        | 3:55    |  |
| 8.             | "IN FATE"                                     | M. Okui           | H. Kitadani e Masanori Takumi                   | Saint Beast ~Spiral Chapter~       | 3:49    |  |
| 9.             | "Rescue Taisou"                               | H. Kitadani       | H. Kitadani, Yoshichika Kuriyama e Shiho Terada | Tomica Hero: Rescue Fire           | 3:32    |  |
| 10.            | "Justice of darkness～"                       | Yukinojo Mori     | Takehiko Gokita                                 | Yokai Ningen Bem                   | 3:13    |  |
| 11.            | "Hatenaki Kibou"                              | Shinichiro Aoyama | Tsujiyo e Masatoshi Sakashit                    | Kamen Rider Ryuki                  | 3:56    |  |
| 12.            | "Exdreamer"                                   | S. Fujibayashi    | K. Tanaka e T. Negishi                          | Gaist Crusher                      | 4:11    |  |
| 13.            | "Divine love"                                 | M. Okui           | Hideyuki Suzuki                                 | Saint Beast ~Kouin Epic Tenshitan~ | 3:51    |  |
| 14.            | "Endless Dream"                               | H. Kitadani       | IPPEI                                           | Yu-Gi-Oh! GX                       | 4:04    |  |
| 15.            | "We Go!"                                      | S. Fujibayashi    | K. Tanaka e T. Negishi                          | One Piece                          | 4:11    |  |
| 16.            | "What a score! ~Joudeki na Jinsei no Susume~" | S. Fujibayashi    | H. Kitadani e Takashi Nagasawa                  |                                    | 4:22    |  |
| 17.            | "Sing my soul"                                | H. Kitadani       | H. Kitadani e S. Terada                         |                                    | 5:18    |  |
| Duração total: | Duração total:                                | Duração total:    | Duração total:                                  | Duração total:                     | 68:54   |  |